# Naskapi

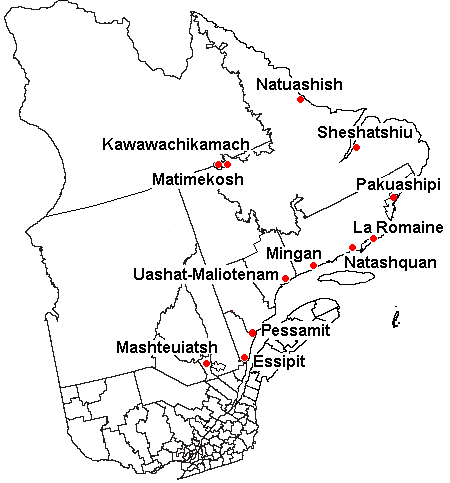
Innu-Gemeinden in Québec und Neufundland und Labrador sowie die zwei Naskapi-Gemeinden (Kawawachikamach und Natuashish/Utshimassits)

Die Naskapi (‘Volk jenseits des Horizonts’) werden zu den nordamerikanischen Indianern gezählt und sind eine Gruppe der First Nations in Québec, Kanada. Sie gehören zu den Algonkin-Völkern des Kulturareales Subarktis und werden sprachlich den Cree zugerechnet. Seit den ersten Kontakten mit den Europäern leben die Naskapi in Nunavik, Québec und Labrador. Heute wohnen die etwa 1.500 Naskapi in den am weitesten nördlich liegenden Gemeinden Kawawachikamach und Natuashish/Utshimassits. Die ihnen nahe verwandten Innu wohnen in elf Siedlungen in Québec und Labrador.
Die Naskapi (Innu und Iyiyiw – ‘Volk’) bildeten die nördliche Stammesgruppe, die eng verwandten Montagnais (franz. ‘Bergbewohner’) die südliche und östliche Stammesgruppe der früheren Innu. Heutzutage nennen sich nur die Montagnais offiziell Innu (Nehilaw und Ilniw – ‘Volk’), während die Naskapi nur diesen Namen verwenden.
Beide Gruppen bezeichnen ihr raues, wildes und unzugängliches Stammesgebiet als Nitassinan (‘Unser Land’). Die Stammesgruppen unterschieden sich primär in ihrer Lebensweise – die zahlreicheren ca. 4.000 Innu waren vorwiegend mehr gebietsgebundene halbnomadische Jäger und Sammler, die in den offenen Flechtenwäldern der borealen Zone Elche, Karibus und Kleinwild jagten. Manche Küsten-Gruppen betrieben auch Feldbau, fischten und ernteten Ahornsirup. Die nur ca. 1.500 Menschen zählenden Naskapi hingegen lebten als Vollnomaden meist in der lichten Waldtundra von der Jagd auf Elche und in der offenen Tundra auf Karibus; zudem vom Fischfang sowie dem Sammeln von Wurzeln und Wildpflanzen.
Im Sommer wohnten die Naskapi in Zelten aus Birkenrinde und im Winter überzogen sie die Zelte mit Karibufellen. Im Winter bestatteten sie ihre Toten auf Gerüsten und Bäumen, ansonsten wurden sie in der Erde begraben. Das Gesellschaftssystem der Naskapi war patrilinear. Im Gegensatz zu benachbarten Stämmen wie den Inuit, die mit Holzkohle oder Farbe getränkte Fäden oder Sehnen unter der Haut hindurch zogen, rieben sich die Naskapi einfach Holzkohle oder Ruß in eine Schnittwunde um sich zu tätowieren (s.g. Ink-Rubbing).
Die ethnische Religion der Naskapi war animistisch, da alle Naturerscheinungen als beseelt angesehen wurden. Zentral war die Vorstellung von Manitu, dem allumfassenden Geheimnis bzw. der großen Kraft, die in allen Wesen, Dingen, Tätigkeiten und Erscheinungen enthalten ist und die in Chisa-manitu als Weltseele verehrt wurde. Eine besondere Stellung hatte der Bärenkult bei den Naskapi: Er wurde spirituell verehrt, aber auch als Nahrung begehrt. Wurde ein Bär in einer Höhle entdeckt, rief man seine Seele und bot ihm an, eine heilige Tabakspfeife zum Zeichen der Ehrerbietung mit ihm zu rauchen. Dies geschah dann in ritueller Weise, indem dem erlegten Bären Tabak ins Maul gelegt wurde, bevor der Jäger dann die Pfeife neben ihm rauchte. Heute sind – nach den laufenden Erhebungen des evangelikal-fundamentalistisch ausgerichteten Bekehrungsnetzwerkes Joshua Project – noch 20 Prozent der Naskapi Anhänger der traditionellen Religion (die entweder neben dem Christentum praktiziert wird oder mit einigen christlichen Elementen vermischt ist), während die meisten offiziell Christen (vor allem Katholiken) sind.
Die Innu waren mit den Atikamekw, Maliseet und Algonkin gegen ihre traditionellen Feinde, den Mi’kmaq und Irokesen, verbündet. Immer wieder waren während der Biberkriege (1640–1701) die Irokesen in ihre Gebiete eingefallen und hatten Frauen und Krieger in die Sklaverei entführt, als auch ihre Jagdgründe auf der Suche nach mehr Pelzen ausgeplündert. Da diese Auseinandersetzungen seitens der Irokesen mit bisher nicht gekannter Brutalität geführt wurden, übernahmen nun die Innu ihrerseits die Marter- und Foltermethoden als auch die Grausamkeit ihrer indianischen Feinde. Die Naskapie hingegen hatten meist Konflikte mit den südwärts vordringenden Inuit im Osten.
Die Innu dürfen hierbei aber nicht mit den Inuit oder Inupiaq-Inuktitut verwechselt werden.

## Sprache
Die Sprache der Naskapi, je nach Dialekt Iyuw-Imuun (Iyuw-Iyimuuun) oder Innu-Aimun genannt, ist eng mit der Sprache der Innu, dem Ilnu-Aimun (auch Westliches Montagnais) oder Innu-Aimun (auch Östliches Montagnais) verwandt.
Die Naskapi von Kawawachikamach sprechen den y-Dialekt oder Iyuw-Imuun (Iyuw-Iyimuuun) (auch ‘Koksoak-Dialekt’, Westliches Naskapi) und die Naskapi/Mushuau Innu in Natuashish den n-Dialekt oder Innu-Aimun (Mushuau-aimun, auch ‘Mushuau Innu’, ‘Davis Inlet’ oder ‘Natuashish-Dialekt’, Östliches Naskapi). Die Sprachbezeichnung Innu-Aimun bezeichnet hierbei sowohl den Dialekt der Östlichen Naskapi als auch die Sprache der Innu (Montagnais) insgesamt, insbesondere die der Östlichen Montagnais (Innu) – jedoch nicht den Dialekt der Westlichen Naskapi.
Heute (2011 census) sprechen noch ca. 620 Naskapi ihre Muttersprache, hiervon (lt. Golla 2007) ca. 800 Westliches Naskapi (Kawawachikamach) sowie 500 Östliches Naskapi (Natuashish). Zudem nutzen die meisten Canadian English, manche Naskapi von Kawawachikamach sprechen auch kanadisches Französisch sowie Innu-Aimun.

## Geschichte

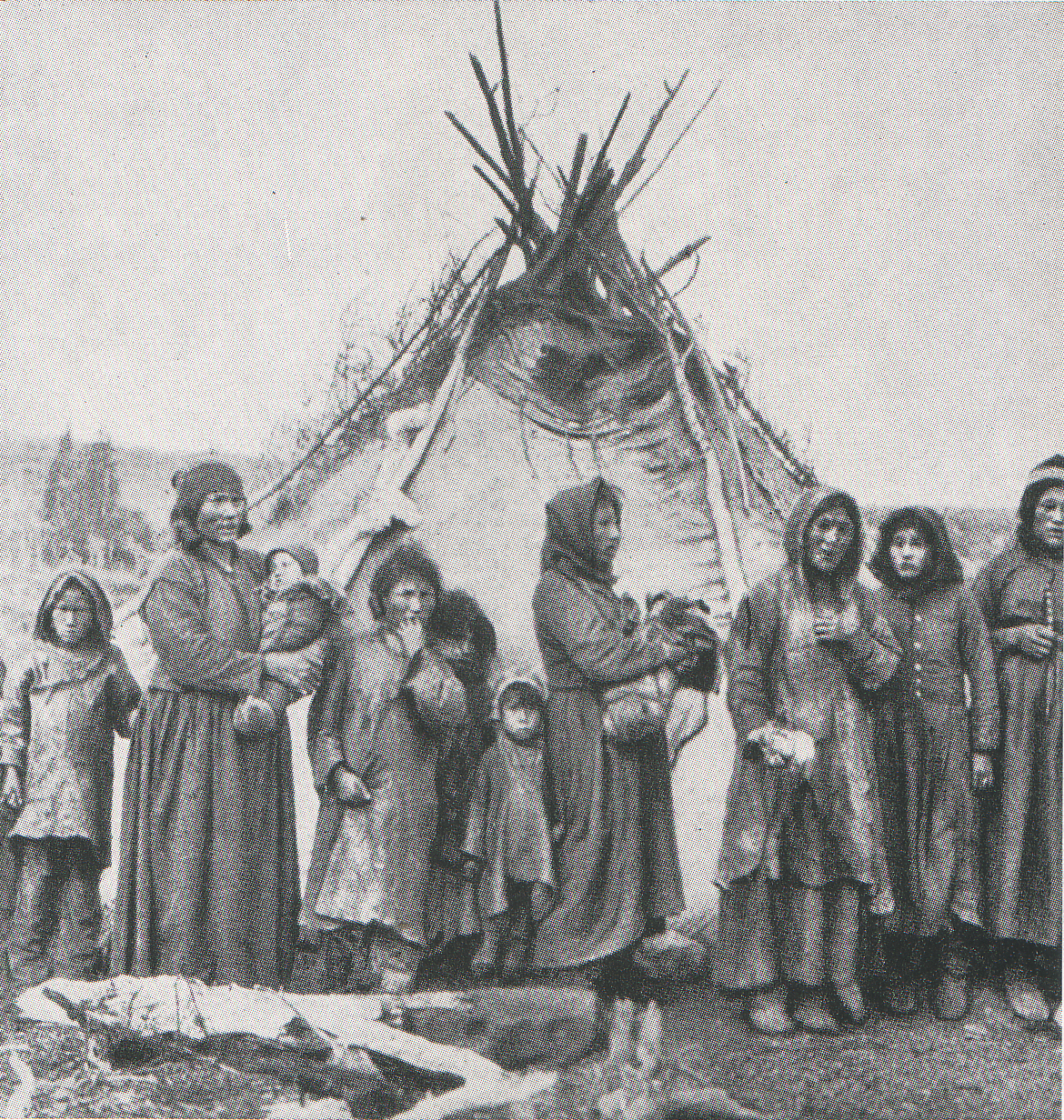
Nakapi, Frauen und Kinder vor einem Zelt aus Fellen (vor 1909)

### Franzosen
Die erste Erwähnung der Naskapi geschah durch den Jesuiten André Richard im Jahr 1643. Er nannte die Naskapi noch Ounackkapiouek und bezeichnete sie als eines der kleinen Völker nördlich von Tadoussac. Erst 1733 taucht das Wort Naskapi auf und bezeichnete eine Gruppe von rund 40 Familien am Lake Achouanipi.

### Hudsons’s Bay Company
1740 berichtete Joseph Isbister von der Hudson’s Bay Company von Gerüchten über Indianer mit dem Namen „Annes-carps“ im Nordosten des Richmond Gulf. Später wurden sie als „Nascopie“ oder auch als „Nascappe“ bezeichnet.
Als die Hudson’s Bay Company 1831 einen ersten Posten in Fort Chimo einrichtete, verstetigten sich die bisher sehr sporadischen Kontakte zwischen Naskapi und Franzosen bzw. Briten. Doch der Lebensstil der Naskapi verband sich, entgegen der Hoffnung der Händler, nur schwer mit der Fallenstellerei, wollten sie ihren halbnomadischen Unterhalt nicht gefährden. Den Händlern erschien dies als Faulheit oder Unzuverlässigkeit.
Schon 1842 erzwang die Company Umsiedlungen des Stammes von Fort Chimo nach Fort Nascopie, wobei die Umsiedlung 1870 wieder rückgängig gemacht wurde. 1915 erzwang man – diesmal war es die kanadische Regierung – die Umsiedlung nach Fort McKenzie, die wiederum 1948 rückgängig gemacht wurde. Abermals 1956 musste der Stamm von Fort Chimo nach Schefferville umziehen. Dazu kamen zahlreiche kleinere Umsiedlungen. Zugleich setzte die Company die „faulen“ Naskapi weiter unter Druck, indem sie ihnen bei Nachlässigkeit Munition vorenthielt, um sie durch Hunger zur von ihnen geforderten Fallenstellerei zu zwingen – analog zur Methode, mit der Edgar Dewdney die Prärie-Indianer unter Druck setzte, deren Büffelherden abgeschlachtet worden waren. Ähnlich wie dort kam hinzu, dass die lebenswichtige George-River-Karibu-Herde praktisch verschwunden war.

### Kanada
Erst 1949 traten die völlig vernachlässigten und in ihrem Überleben bedrohten Naskapi in offiziellen Kontakt mit der kanadischen Regierung, als Colonel H. M. Jones, Superintendent of Welfare Services (als Vertreter der Wohlfahrt) und Indianer-Agent Larivière von der Abitibi Indian Agency sie in Fort Chimo aufsuchten. Angesichts der katastrophalen Lage veranlassten sie schnelle Hilfen.
Im Laufe der 50er Jahre versuchten zahlreiche Naskapi nach Fort McKenzie zurückzukehren, wo sie schon von 1916 bis 1948 gelebt hatten, doch zum einen war es nicht mehr möglich, dort die traditionelle Lebensweise fortzusetzen, zum anderen traten Tuberkulosefälle auf. So mussten sie nach nur zwei Jahren nach Fort Chimo zurückkehren.

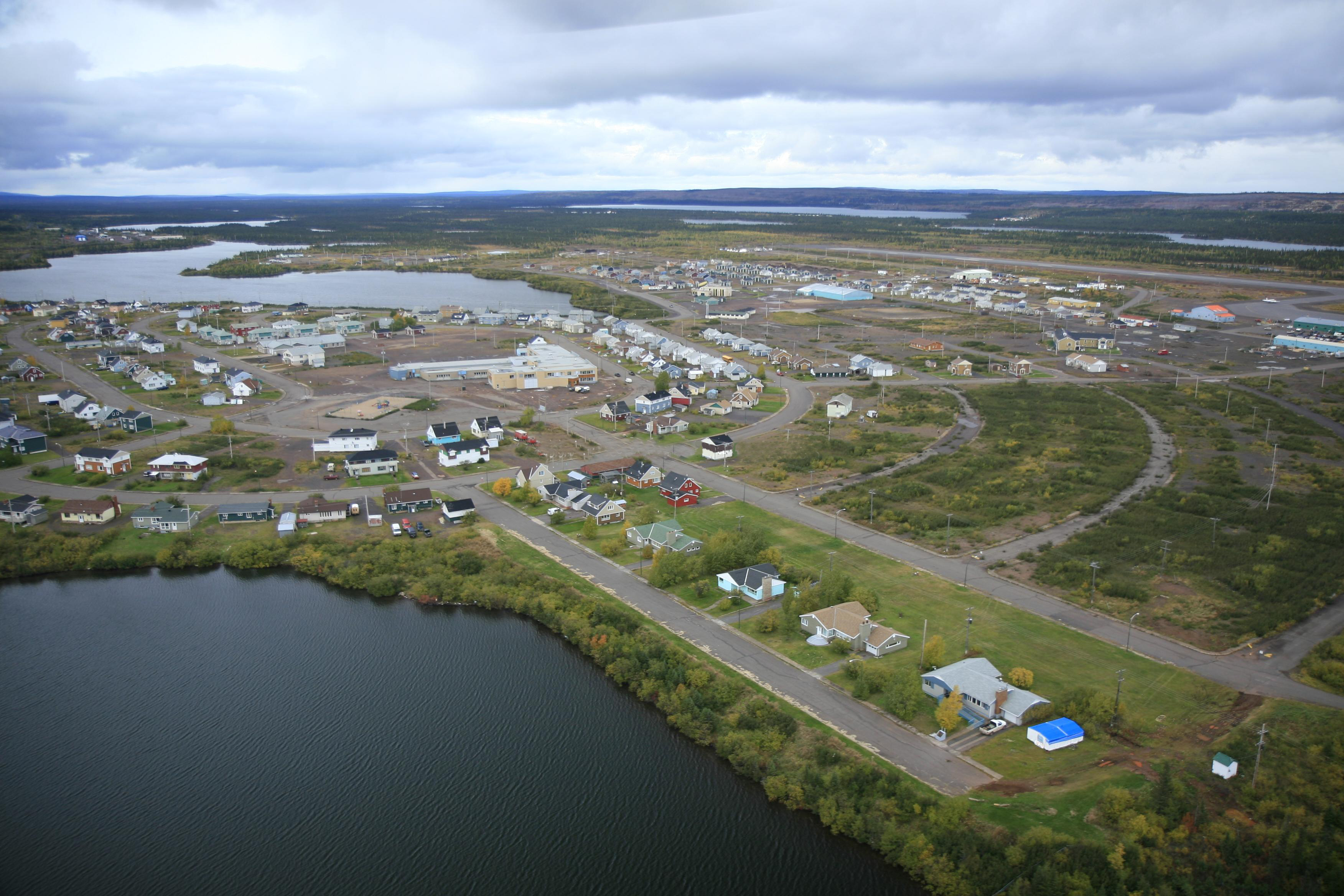
Schefferville, 2007

1956 zog fast der gesamte Stamm in die Eisenerzstadt Schefferville; ob dies auf Anweisung geschah, oder weil es dort bessere Lebensmöglichkeiten gab, ist anscheinend unklar. Das zuständige Department of Indian Affairs befand es noch nicht einmal für notwendig, der betroffenen Schürfgesellschaft, der Iron Ore Company of Canada Informationen zu geben. Der 600-Kilometer-Marsch von Chimo nach Schefferville wäre beinahe am Wakuach Lake gescheitert, da Erschöpfung und Hunger zunächst keinen Weitermarsch zuließen. Es folgte eine Rettungsaktion, doch der Stamm musste nun in selbst gebauten Hütten am Knob Lake, nahe dem Bahnhof leben. 1957 musste der Stamm abermals umziehen, da der Knob Lake – so die offizielle Version – kontaminiert war. Die Menschen zogen nun an den John Lake nordnordöstlich von Schefferville. Dort gab es weder eine geregelte Wasserversorgung, noch Strom, noch Schulen oder eine medizinische Grundversorgung. In der Siedlung am John Lake lebten auch einige Innu, die Anfang der 50er Jahre beim Bau der Eisenbahn beschäftigt gewesen waren.
Bis 1962 errichtete das Department of Indian Affairs and Northern Development rund 34 Hütten zu einem Preis von 5.000 Dollar. 1969 erwarb das Department 39 Acre Land nördlich des Ortskerns am Pearce Lake, wo bis 1972 im neu errichteten Matimekosh-Reservat 43 Häuser gebaut wurden, dazu kamen 63 für die Innu.
Immerhin kam es jetzt erstmals zu Konsultationen, und die Naskapi wurden nach ihren Wünschen gefragt. Dennoch errichtete man Reihenhäuser, die nicht dem üblichen Einzelhausleben entsprachen, und entgegen den Zusagen, wurde keinerlei Investition in die Landschaftspflege geleistet. So leben die Naskapi ungewohnt dicht beieinander, ohne dass die Häuser ausreichend geräuschisoliert sind.

### Dammbau- und Elektrizitätsprojekte
Ab 1975 veränderte sich ihr Leben jedoch noch grundlegender. Mit dem Abschluss des Abkommen der Baie James und des Quebecer Nordens, an dem die Naskapi nicht teilhatten – nachdem Billy Diamond, Oberhäuptling (Grand Chief) der Cree und Charlie Watt, Präsident der Northern Québec Inuit Association sie aufgesucht hatten –, begann ein gigantisches Elektrizitätsprojekt, bei dem große Teile Labradors für die Versorgung Kanadas umgebaut werden sollten. Da die Inuit nach anfänglicher Vertretung der Naskapi sich damit überfordert sahen, gingen die Naskapi völlig leer aus. Erst 1978, mit dem Abkommen des nordöstlichen Québec, traten die Naskapi, diesmal eigenständig, in die Verhandlungen ein. Eine der wichtigsten Abmachungen bestand darin, dass die Naskapi ihr ungeliebtes Reservat verlassen und sich einen neuen Platz suchen durften.
Am 31. Januar 1980 entschieden die Naskapi mit großer Mehrheit, in das heutige Reservat Kawawachikamach umzuziehen, wo die Bauarbeiten 1983 abgeschlossen werden konnten. 1984 wurde nach dreijährigen Verhandlungen der Cree-Naskapi Act verabschiedet, worin Details der Selbstregierung festgelegt wurden. Dazu gehörten zahlreiche Rechte, die sonst nur von Gemeinden in Kanada ausgeübt werden dürfen.
Doch die Schließung der Erzmine von Schefferville im Jahr 1982 – der spätere Premierminister Brian Mulroney war 1977 bis 1983 Präsident der Iron Ore Company of Canada – brachte die ökonomischen Grundlagen in erhebliche Gefahr. Erst 1990 versuchte man in einer gemeinsamen Anstrengung eine Art Fünf-Jahres-Pläne zur Entwicklung aufzustellen, dazu einen Mechanismus zur Lösung von Meinungsunterschieden zu implementieren, die aus den bisherigen Verträgen resultierten.

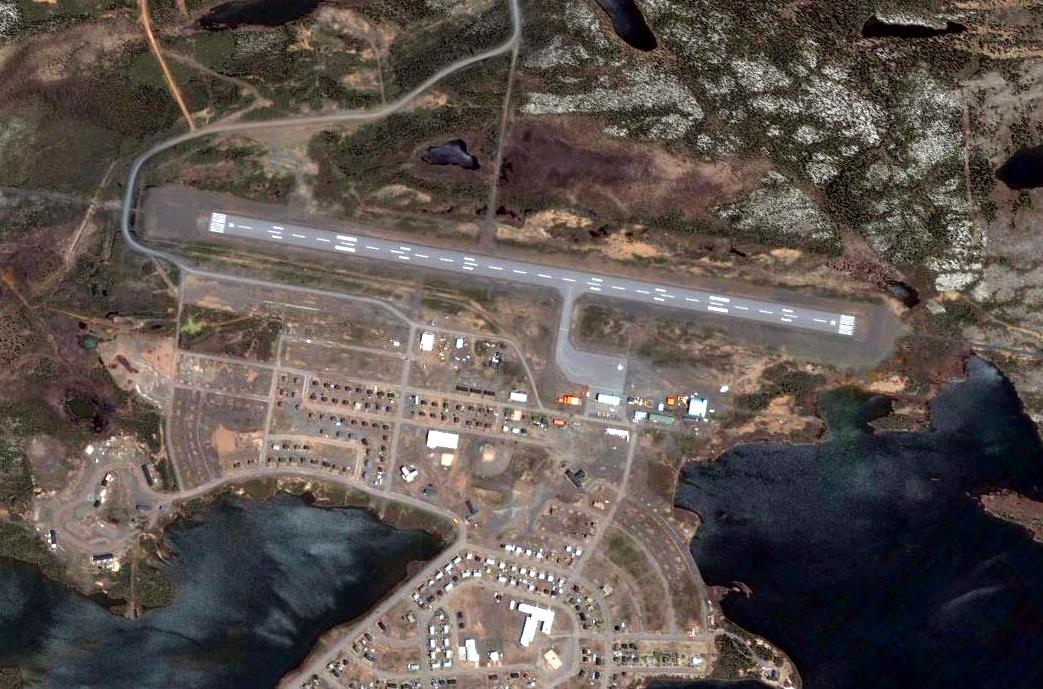
Flughafen Schefferville

Zu den Projekten wirtschaftlicher Entwicklung zählen die Schefferville-Flughafengesellschaft (Start- und Landebahnunterhalt, zusammen mit den Innu von Matimekosh/Lac John), dazu Straßenbauunternehmen, dann zusammen mit Kawawachikamach Energy Services Inc. Stauseeprojekte, des Weiteren neuerdings Unternehmenssoftware (Naskapi Imuun Inc.). Dazu kommt die Naskapi Caribou Meat Company/Nunavik Arctic Foods, die sich der kommerziellen Karibu-Verwertung widmet, sowie ein Jagd- und Fischereiclub.

## Heutige First Nations der Naskapi
- Naskapi Nation of Kawawachikamach (auch: Puatshishaimunnu / Uashkaikaniunnu – „Innu von Kuujjuaq (Fort Chimo)“,[9] die Stammesmitglieder stammen ursprünglich aus dem Norden der Provinz Quebec, mussten jedoch mehrmals zwangsweise umsiedeln, bevor sie schließlich von der Inuit-Siedlung Kuujjuaq (Fort Chimo) 1956 nach Schefferville umzogen, um bei der Erschließung der dortigen Minen und dem Eisenbahnbau Arbeit zu finden. Später wurden die Naskapi von der Schefferville-Stadtverwaltung an einen abgelegenen Ort am John Lake angesiedelt, wo sie keinen Zugang zu fließendem Wasser, Regulierung des Abwassers, ohne Elektrizität, Schulen und medizinischer Versorgung in Armut lebten. 1968 wurde das Reservat Matimekosh #3 für die ortsansässigen Naskapi und Innu errichtet (es ist eine Enklave der heutigen Stadt Schefferville), in das die Naskapie 1972 ebenfalls zogen; während dieser Zeit wurden sie zumeist als Naskapis de Schefferville Indian Band und später Naskapi Band of Quebec bezeichnet.  In den 1970er begannen die Naskapi Gebietsansprüche gegenüber der kanadischen Regierung zu vertreten, im „Northeastern Québec Agreement“ verzichteten sie 1978 auf jegliche Landansprüche bezüglich des Matimekosh #3-Reservats als Voraussetzung für die Errichtung ihres eigenen Reservats. Als Teil der Vereinbarung wurden von der Provinzregierung von Quebec 1981 41,44 km² Land der Bundesregierung von Kanada zum alleinigen Nutzen durch die Naskapi übertragen. 1983 siedelten die ersten Naskapi in der heutigen Hauptsiedlung Kawawachikamach („der sich schlängelnde Fluss“), die speziell den hier herrschenden klimatischen Verhältnissen angepasst war (Wasser, Abwasser, Elektrizität, Zugangsstraßen usw.) angepasst war. Kawawachikamach liegt ca. 16 km nordöstlich von Schefferville am Südufer des Lake Matemace in Côte-Nord, Québec, die Siedlung umfasst ca. 16 ha, wie viele nördlichen First-Nation-Gemeinden bestreiten die Naskapi den größten Teil ihrer Lebensmittelversorgung durch Jagd, Angeln und dem Fallenstellen. Zudem steht die Ernte im Mittelpunkt der Naskapi Spiritualität, Reservat: Kawawachikamach, ca. 49 km², Population: 698)[10]
- Mushuau Innu First Nation (auch: Mushuaunnu – „Innu der Tundra“, abgel. von Mushuat „in einem kargen, baumlosen, öden Land, in der Tundra“ + Innu, auch: Mushuau-shipu Innu – „Innu entlang des Mushuau-shipu/Mushuan Shipu, d. h. Rivière George“, leben heute in der kanadischen Provinz Neufundland und Labrador, 1967 wurden die Mushuau Innu in Utshimassits (Davis Inlet) im Osten der Insel Iluikoyak vor der Küste der Labrador-Halbinsel angesiedelt und daher als Utshimassiunnu („Innu von Davis Inlet“) bezeichnet, im Winter 2002/2003 siedelten sie in die ca. 15 km westlich entlang der Nordküste von Labrador gelegene heutige Hauptsiedlung Natuashish (sprich: ‘Nat-wah-sheesh’) um, die sich ca. 295 km nördlich der Happy Valley-Goose Bay und 80 km südöstlich von Nain (auch Naina) auf dem Festland befindet, sie sprechen den östlichen Dialekt von Iyuw Imuun (‘Östliches Naskapi’) und benutzten die Silbenschrift der Cree, heute nutzt die Mehrheit das lateinische Alphabet und nicht die Silbenschrift der Cree, Reservat: Natuashish #2, ca. 43 km², Population: 777)[11][12][13]